# Alfredo Angeli
Alfredo Angeli (* 7. August 1927 in Livorno; † 25. November 2005 in Rom) war ein italienischer Dokumentarfilmer und Filmregisseur.

## Leben
Angeli begann im Alter von 25 Jahren als Regieassistent von Luigi Zampa, später von Vittorio Cottafavi und Camillo Mastrocinque. Mit dem Beginn der 1960er Jahre wechselte er ins Werbefach und inszeniert über 3000 Werbefilme, von denen etliche Preise erhielten. Daneben drehte er hin und wieder Dokumentarfilme und inszenierte 1967 und 1976 zwei Spielfilme, die nur mäßigen Erfolg hatten. Schließlich beteiligt er sich am bemerkenswerten Multi-Regisseur-Film L'addio a Enrico Berlinguer, bevor er 1997 Con rabbia e con amore vorlegte, für das er zusammen mit seinem Sohn Christian auch das Drehbuch beisteuerte. Ein Fernsehfilm und 2001 seine bislang letzte Arbeit fürs Kino folgten.

## Filmografie
- 1967: La notte pazza del conigliaccio
- 1976: Languidi baci, perfide carezze
- 1983: Benedetta e company (TV)
- 1984: L'addio a Enrico Berlinguer (Ko-Regie)
- 1997: Con rabbia e con amore
- 1999: Giochi pericolosi (TV)
- 2001: Un altro mondo è possibile